# جزيئات التصاق الخلايا العصبونية
جزيئات التصاق الخلايا العصبونية أو NRCAM‏ (Neuronal cell adhesion molecule) هوَ بروتين يُشَفر بواسطة جين NRCAM في الإنسان.